# Trigemino-autonome Kopfschmerzerkrankungen

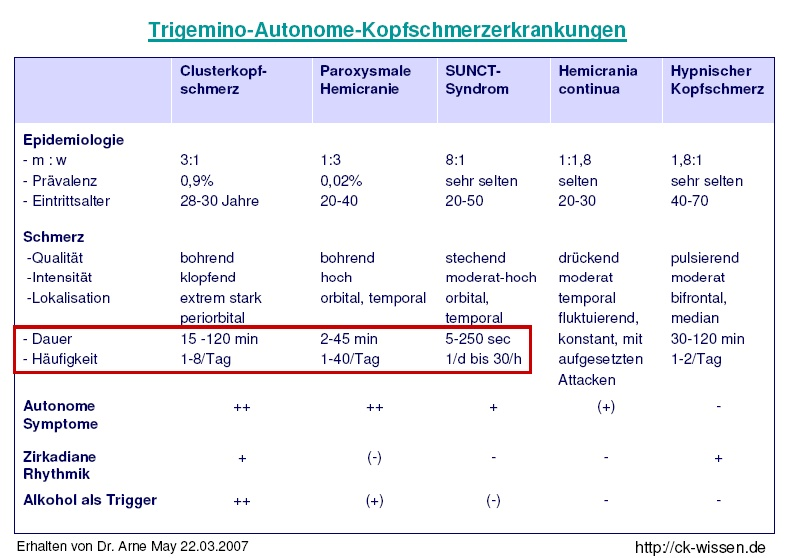
Trigemino-Autonome Kopfschmerzerkrankungen

Trigemino-autonome Kopfschmerzerkrankungen (TAK) sind eine Gruppe von attackenartigen, einseitigen Kopfschmerzen im Bereich des Trigeminusnervs, die mit autonomen (nicht beeinflussbaren) parasympathischen Symptomen im Kopfbereich, wie z. B. Augentränen oder laufender Nase, einhergehen. Der Begriff „trigeminal-autonomic cephalgias“ wurde erstmals 1997 von Peter J. Goadsby und Richard B. Lipton verwendet.
In der Internationalen Klassifikation der Kopfschmerzerkrankungen (IHS-ICHD-III, Version 2018) werden die folgenden Erkrankungen in der Gruppe „Trigemino-autonome Kopfschmerzen“ zusammengefasst:
- Der episodische und der chronische Cluster-Kopfschmerz,
- die episodische und die chronische paroxysmale Hemikranie,
- das episodische und das chronische SUNCT-Syndrom (Short-lasting unilateral neuralgiform headache with conjunctival injection and tearing),
- das episodische und das chronische SUNA-Syndrom (Short-lasting unilateral neuralgiform headache attacks with cranial autonomic symptoms) und
- die Hemicrania continua.

Die verschiedenen Formen der trigemino-autonomen Kopfschmerzen unterscheiden sich untereinander vor allem durch das Zeitmuster der Attacken in Dauer und Frequenz (siehe Tabelle). Für die paroxysmale Hemikranie und für die Hemicrania continua gilt die Besonderheit, dass diese beiden Erkrankungen in der Regel vollständig auf Indometacin ansprechen. Die Wirksamkeit von Indometacin ist ein obligates diagnostisches Kriterium für diese beiden Erkrankungen.